# Международная биологическая олимпиада
Международная биологическая олимпиада (англ. International Biology Olympiad, IBO) — международное научное состязание для школьников не младше 15 лет и не старше 21 года. Проводится в июле ежегодно с 1990 года. Каждая страна-участник может отправить команду, состоящую из 4 участников, победителей национальной биологической олимпиады, а также 2 и более руководителей. IBO — одна из Международных олимпиад школьников.

## Процедура
Официальным языком олимпиады является английский (согласно уставу все задания страна-организатор должна также предоставить и на русском языке). Все участники оцениваются на их индивидуальном зачёте. Они базируются на результатах теоретического и практического испытаний в нескольких основных разделах биологии: клеточная биология, молекулярная биология, анатомия и физиология растений, анатомия и физиология животных и человека, этология, генетика и эволюция, экология, биосистематика. Золотые медали предоставляются лучшим 10 % участников, серебряные медали предоставляются следующим 20 % участников, и бронзовые медали предоставляются следующим 30 % участников. Например, на олимпиаде 2009 года в Цукубе было 23 золотых, 46 серебряных и 68 бронзовых призёров из 221 участника (56 стран).

## Страны и результаты олимпиад
Ежегодно олимпиада проводится в разных странах мира.
1. Чехословакия (Чехия), Оломоуц — в 1990 (22 участника из 6 стран). Сергей Проваторов выиграл серебряную медаль.
2. СССР, Махачкала — в 1991 (9 стран). Сборная СССР получила 3 золотые медали: Крячко Павел, Басараб Дмитрий и Шикшина Марина и серебряную медаль: Александр Лазарян
3. Чехословакия (Словакия), Попрад — в 1992 (52 участника из 13 стран). Результаты: россияне Меженин, Гагарина, Шаповалов и Нечаев получили бронзовые медали.[3]
4. Нидерланды, Утрехт — в 1993 (60 участников из 15 стран). Результаты: россиянин Рамиль Рахматуллин получил бронзовую медаль, без медалей остались Наталья Слокасова, Михаил Каганский и Елена Квасянина[4]
5. Болгария, Варна — в 1994 (18 стран). Роман Иванов и Алексей Соловченко — золотые медали, а Владимир Иванов и Денис Баев — бронзовые медали.
6. Таиланд, Бангкок — в 1995 (87 участников из 22 стран). Результаты: Ирина Зотова — серебро, Владимир Иванов, Екатерина Пименова, Евгений Горьков — бронза[5]
7. Украина, Артек — в 1996 (91 участник из 23 стран). Результаты: Александр Нюренберг — золото, Екатерина Бессолицина, Григорий Макаревич и Сергей Панкратов — бронзовые медали. Следует отметить феерический успех дебютировавших сборных Казахстана и Азербайджана, в каждой из которых было по два золотых медалиста, золотого медалиста из Туркменистана, а также абсолютного победителя из Турции, получившего за практикум максимально возможный балл. После Артека следующих олимпиадах Турция, Казахстан, Туркменистан и Азербайджан выступали в меру своих возможностей, а максимально возможный балл никогда больше не набирал никто из участников[6].
8. Туркменистан, Ашхабад — в 1997 (108 участник из 28 стран). Результаты: все четыре россиянина: Андрей Феклистов, Александр Нюренберг, Сергей Навкратов и Мария Ростовская получили серебряные медали[7]
9. Германия, Киль — в 1998 (131 участник из 33 стран). Результаты: Чепига и Никоноркин — серебро, Севостьянова, Рахматуллина — бронза[8]
10. Швеция, Уппсала — в 1999 (136 участников из 34 стран). Результаты: россиянин Павел Флегонтов получил золотую медаль и занял 3-4 место, Наталья Никоноркина и Илназ Газизов — серебряные медали, а Юрий Поликанов — бронзовую медаль[9]
11. Турция, Анталья — в 2000 (150 участников из 38 стран). Результаты: два россиянина Глеб Савельев и Павел Флегонтов получили золотые медали, а Василий Гаврилок — серебряную, Алина Корбут — бронзовую[10]
12. Бельгия, Брюссель — в 2001 (151 участник из 38 стран). Результаты: три россиянина Иван Михайлов, Галина Лукьянова и Вячеслав Макаренко получили серебряные медали, Ярослав Ашихмин — бронзовую[10]
13. Латвия, Рига — в 2002 (155 участников из 40 стран). Результаты: россиянин Евгений Шилов занял третье место в личном зачете и получил золотую медаль, а Тимур Загидуллин, Данил Пупов и Денис Марков — серебряные[11]
14. Белоруссия, Минск — в 2003 (161 участников из 41 страны). Результаты: олимпиада в Минске оказалась невероятно успешной для команд из стран СНГ, россиянин Илья Кузьмин занял первое место в личном зачете и вместе с Ксенией Пугач и Романом Разовым получили золотые медали, а Леван Абовян — серебряную, впрочем, золотую медаль в Белоруссии получила даже участница из Молдавии, не говоря уже о триумфе самой команды Белоруссии[12]
15. Австралия, Брисбен — в 2004 (159 участников). Результаты: два россиянина Евгений Мымриков и Денис Решетов получили серебряные медали, а Илья Москвин и Екатерина Погодина — бронзовые[13]
16. Китай, Пекин — в 2005 (197 участников). Результаты: россиянка Ольга Ганчарова получила золотую медаль, а Дарья Есюнина, Михаил Куравский и Павел Кудряшов получили серебряную[14]
17. Аргентина, Río Cuarto, (Córdoba) — в 2006  (185 участников). Результаты: россияне Елена Новикова и Анастасия Иванова получили серебряные медали, а Евгения Новикова и Маргарита Ким — бронзовые[15]
18. Канада, Саскатун — в 2007 (192 участника). Результаты: россиянин Евгений Князев получил серебряную медаль, а Виктория Ерастова — бронзовую, ещё двое участников в команде России были Анастасия Тительмайер и Алена Носова.[16]
19. Индия, Мумбаи — в 2008 (202 участника). Результаты: россиянин Георгий Носов получил серебряную медаль, а Анастасия Зыкова, Елена Малышева и Фархат Галиуллин — бронзовые[17]
20. Япония, Цукуба — в 2009, 12-19 июля, (221 участник из 56 стран). Результаты: россиянин Георгий Носов получил золотую медаль, Алексей Агапов — серебряную, а Лариса Акулкина — бронзовую, Анастасия Маслова осталась без медали[18]
21. Корея, Changwon — в 2010, 11-18 июля (233 участника из 59 стран + Грузия как наблюдатель)[19]. Участники из России: Лариса Акулкина, Илья Устьянцев и Евгения Зотова получили серебряные медали, София Колчанова получила бронзовую медаль.[20][21]
22. Тайвань, Тайбэй — в 2011, 10-17 июля, (227 участников из 58 стран). Результаты команды России: Анастасия Цветкова — серебряная медаль, Татьяна Филатова, Марк Саневич и Иван Истомин — бронзовые медали[22]
23. Сингапур — в 2012, 8-15 июля. Результаты команды России: Дмитрий Сутормин и Дмитрий Травин — золотые медали, Александр Костюк и Виктория Лавренова — серебряные медали.
24. Швейцария, Берн — в 2013, 14-21 июля[23]. Результаты сборной России: Даниил Никитин и Анна Абашева — золотые медали, Айнур Максутов и Лавренова Виктория — серебряные.
25. Индонезия, Бали — в 2014[24][25], Результаты сборной России: Владимир Вьюшков — золотая медаль, Евгения Пуховая, София Иванова и Алексей Ефремов — серебряные.
26. Дания, Орхус — в 2015, 12-19 июля (240 участников из 63 стран). Несмотря на технические сложности, сборная России выступила достойно: Артём Ломакин и Никита Алкин — золотые медали, Вера Емельяненко — серебряная медаль, Анастасия Дубровская — бронзовая медаль.[26]
27. Вьетнам, Ханой — в 2016, 17-24 июля[27]. Золото получил Сергей Бусыгин, серебро — Надежда Азбукина и Альмина Полинова, бронзу — Егор Шишкин.
28. Великобритания, Ковентри — в 2017, 24—29 июля. Золото получили Егор Алимпиев и Татьяна Пашковская, серебро — Илья Седлов, а бронза — Никита Егоркин[28]
29. Иран, Тегеран — в 2018, 15 — 22 июля. Золотые медали — Артём Пустовид, Азат Гараев и Данил Афонин, серебряная медаль — Ирина Ярутич[29][30]
30. Венгрия, Сегед — в 2019 году. 14-21 июля. Серебряные медали — Денис Лисицкий, Наталья Колюпанова и Артемий Пигиданов, бронзовая медаль — Дмитрий Девяткин.
31. Япония, Нагасаки — в 2020 году. В связи с пандемией коронавируса было решено провести онлайн-мероприятие IBO Challenge 11 и 12 августа[31]. Результаты: Максим Ковалёв, Руслан Нагимов и Николай Николаев — золотые медали, Кузьменко Олег — серебро.[32]
32. Португалия, Лиссабон — в 2021 году. В связи с пандемией коронавируса в период 18-20 июля в онлайн-формате состоялся IBO Challenge 2021. Результаты: Давид Жеглов и Михаил Хандохин получили золотые медали, Иван Прохоров и Евгений Яйлоян — серебряные медали.[33]
33. Армения, Ереван — в 2022 году. Олимпиада была проведена в очном формате и стала самой успешной для сборной России за всю историю — Яков Коробицын занял первое место в личном зачёте, вместе с ним золотые медали получили все члены сборной — Назим Мустафин, Семён Шмаков и Карина Каримова.
34. Объединённые Арабские Эмираты, Эль Айн — в 2023 году. Исходно олимпиада 2023 года была запланирована в России, однако в марте 2022 право проведения IBO-2022 у России было отобрано, в июле 2022 новым организатором олимпиады стали ОАЭ. Участники из России завоевали 3 золотых и 1 серебряную медаль.
35. Казахстан, Астана — в 2024 году.
36. Филиппины, Манила — в 2025 году.
37. Литва, Вильнюс — в 2026 году.
38. Польша — в 2027 году.
39. Нидерланды — в 2028 году.
40. Чехия — в 2029 году.

## Результаты России, Украины, Белоруссии и Казахстана на IBO, начиная с 1992 года
| Год  | Россия                                               | Украина                                      | Белоруссия                                    | Казахстан                                    |
| ---- | ---------------------------------------------------- | -------------------------------------------- | --------------------------------------------- | -------------------------------------------- |
| 1992 | 4 бронзы                                             | 3 бронзы, 1 участник без медалей             | 1 серебро, 3 участника без медалей            | не принимал участия                          |
| 1993 | 1 бронза и 3 участника без медалей                   | 1 бронза и 3 участника без медалей           | 1 серебро и 3 участника без медалей           | не принимал участия                          |
| 1994 | 2 золота и 2 бронзы                                  | 2 серебра, 1 бронза и 1 участник без медалей | 1 золото, 1 серебро и 2 участника без медалей | не принимал участия                          |
| 1995 | 1 серебро и 3 бронзы                                 | 3 серебра и 1 бронза                         | 2 серебра и 2 бронзы                          | не принимал участия                          |
| 1996 | 1 золото и 3 бронзы                                  | 1 золото, 2 серебра и 1 бронза               | 2 серебра и 2 бронзы                          | 2 золота и 1 бронза                          |
| 1997 | 4 серебра                                            | 1 золото и 3 бронзы                          | 1 золото, 1 серебро, 2 бронзы                 | 4 участника без медалей                      |
| 1998 | 2 серебра, 2 бронзы                                  | 2 серебра, 2 бронзы                          | 1 золото, 3 серебра                           | 3 бронзы, 1 участник без медали              |
| 1999 | 1 золото, 2 серебра, 1 бронза                        | 1 серебро, 3 бронзы                          | 2 серебра, 2 бронзы                           | 2 бронзы, 2 участника без медалей            |
| 2000 | 2 золота, 1 серебро, 1 бронза                        | 1 золото, 2 серебра, 1 бронза                | 1 золото, 2 серебра, 1 бронза                 | 1 серебро, 3 бронзы                          |
| 2001 | 3 серебра, 1 бронза                                  | 2 серебра, 2 бронзы                          | 1 золото, 1 серебро, 2 бронзы                 | 1 серебро, 2 бронзы, 1 участник без медали   |
| 2002 | 1 золото, 3 серебра                                  | 1 серебро, 3 бронзы                          | 1 золото, 2 серебра, 1 бронза                 | 1 серебро, 2 бронзы, 1 участник без медали   |
| 2003 | 3 золота, 1 серебро                                  | 2 серебра, 2 бронзы                          | 2 золота, 2 серебра,                          | 2 бронзы, 2 участника без медалей            |
| 2004 | 2 серебра, 2 бронзы                                  | 1 золото, 3 бронзы                           | 3 бронзы, 1 участник без медалей              | не участвовал                                |
| 2005 | 1 золото, 3 серебра                                  | 2 серебра, 2 бронзы                          | 4 бронзы                                      | 1 серебро, 2 бронзы, 1 участник без медали   |
| 2006 | 2 серебра, 2 бронзы                                  | 1 золото, 3 бронзы                           | 2 серебра, 2 бронзы                           | 1 серебро, 3 бронзы                          |
| 2007 | 1 серебро, 1 бронза, 2 участника без медалей         | 3 бронзы, 1 участник без медали              | 3 серебра, 1 бронза                           | 2 бронзы, 2 участника без медалей            |
| 2008 | 1 серебро, 3 бронзы                                  | 3 бронзы, 1 участник без медали              | 1 золото, 2 серебра, 1 бронза                 | 2 бронзы, 2 участника без медалей            |
| 2009 | 1 золото, 1 серебро, 1 бронза, 1 участник без медали | 2 бронзы, 2 участника без медали             | 2 серебра, 2 бронзы                           | 4 участника без медалей                      |
| 2010 | 3 серебро, 1 бронза                                  | 1 серебро, 2 бронзы, 1 участник без медали   | 1 серебро, 3 бронзы                           | 1 бронза, 3 участника без медалей            |
| 2011 | 1 серебро, 3 бронзы                                  | 2 серебра, 1 бронза, 1 участник без медали   | 2 бронзы, 2 участника без медалей             | 1 серебро, 2 бронзы, 1 участник без медалей  |
| 2012 | 2 золота, 2 серебра                                  | 1 серебро, 2 бронзы, 1 участник без медали   | 4 бронзы                                      | 1 серебро, 2 бронзы, 1 участник без медалей  |
| 2013 | 2 золота, 2 серебра                                  | 4 бронзы                                     | 2 бронзы, 2 участника без медалей             | 1 серебро, 1 бронза, 2 участника без медалей |
| 2014 | 1 золото, 3 серебра                                  | 1 серебро, 3 бронзы                          | 1 серебро, 2 бронзы, 1 участник без медали    | 1 серебро, 3 бронзы                          |
| 2015 | 2 золота, 1 серебро, 1 бронза                        | 1 серебро, 3 бронзы                          | 1 серебро, 2 бронзы, 1 участник без медали    | 1 бронза, 3 участника без медалей            |
| 2016 | 1 золото, 2 серебра, 1 бронза                        | 1 серебро, 1 бронза, 2 участника без медалей | 1 серебро, 3 бронзы                           | 1 серебро, 3 бронзы                          |
| 2017 | 2 золота, 1 серебро, 1 бронза                        | 4 бронзы                                     | 1 серебро, 3 бронзы                           | 3 бронзы, 1 участник без медали              |
| 2018 | 3 золота, 1 серебро                                  | 1 серебро, 2 бронзы, 1 участник без медалей  | 4 бронзы                                      | 2 серебра, 2 бронзы                          |
| 2019 | 3 серебра, 1 бронза                                  | 2 серебра, 1 бронза, 1 участник без медалей  | 1 серебро, 3 бронзы                           | 3 бронзы, 1 участник без медали              |
| 2020 | 3 золота, 1 серебро                                  | не принимала участия                         | не принимала участия                          | 1 бронза, 3 участника без медалей            |
| 2021 | 2 золота, 2 серебра                                  | не принимала участия                         | не принимала участия                          | 1 серебро, 2 бронзы, 1 участник без медали   |
| 2022 | 4 золота                                             | не принимала участия                         | не принимала участия                          | 3 серебра, 1 бронза                          |